# Kladeneț, Haskovo
Kladeneț (în bulgară Кладенец) este un sat în comuna Stambolovo, regiunea Haskovo,  Bulgaria. 

## Demografie
Componența etnică a satului Kladeneț
     Turci (75,75%)
     Bulgari (21,21%)
     Nicio identificare (3,03%)
     Altele (0%)
La recensământul din 2011, populația satului Kladeneț era de 66 locuitori. Din punct de vedere etnic, majoritatea locuitorilor (75,75%) erau turci, cu o minoritate de bulgari (21,21%). Pentru 3,03% din locuitori nu este cunoscută apartenența etnică.